# Kanton Grenoble-6
Kanton Grenoble-6 (fr. Canton de Grenoble-6) je francouzský kanton v departementu Isère v regionu Rhône-Alpes. Zahrnuje jihozápadní část města Grenoble.